# James Allison (ingénieur automobile)
Pour les articles homonymes, voir James Allison et Allison.
 (février 2016).
Si vous disposez d'ouvrages ou d'articles de référence ou si vous connaissez des sites web de qualité traitant du thème abordé ici, merci de compléter l'article en donnant les références utiles à sa vérifiabilité et en les liant à la section « Notes et références ».
James Allison, né à Louth dans le Lincolnshire en Angleterre, le 22 février 1968, est un concepteur, ingénieur automobile. Il est le fils de John Allison, ancien officier de la Royal Air Force.

## Biographie
Formé à l'école d'Abingdon-on-Thames, Allison poursuit ses études à Cambridge jusqu'en 1991 et rejoint le département aérodynamique de l'écurie Benetton Formula. Après quelques années de succès chez Benetton au côté de Rory Byrne ou Ross Brawn, il rejoint Larrousse en tant que chef de l'aérodynamique avant de revenir chez Benetton à la tête du département aérodynamique au milieu des années 1990. En 2000, il rejoint la Scuderia Ferrari alors au sommet de la discipline, pour cinq ans, avant de revenir chez Benetton (repris en main par Renault)  dans le rôle de directeur technique adjoint en 2005.
James Allison, au sein de la structure d'Enstone, conçoit des châssis performants capable de concurrencer Red Bull Racing. Le 8 mai 2013, Allison quitte son poste de directeur de l'équipe technique pour être remplacé par Nick Chester.
Le 29 juillet 2013, Allison devient directeur technique chez Ferrari où il entame un travail de restructuration du département aérodynamique devenu obsolète. N'étant pas le concepteur de la Ferrari F14 T conduite par Fernando Alonso, peu performante face aux Mercedes, il n'a que peu d'influence lors de la saison 2014. Il en corrige certains défauts, notamment au niveau du moteur, en 2015 avec la Ferrari SF15-T. Sebastian Vettel remporte trois victoires pour sa première saison chez Ferrari.
Avec l'assentiment du directeur de l'écurie Maurizio Arrivabene, il choisit de partir d'une feuille blanche pour concevoir sa première monoplace complète pour 2016. Le décès de son épouse après le Grand Prix d'Australie l'obligeant à passer plus de temps en Grande-Bretagne, il quitte la Scuderia fin juillet 2016.
Allison fait son retour en Formule 1 en 2017, chez Mercedes-AMG, qu'il quitte en 2021 après quatre titres de champion du monde des constructeurs et des pilotes. Il fait son retour dans l'écurie en 2023 en tant que directeur technique.

## Carrière
- 1990–1992 : Benetton
- 1992–1994 : Larrousse
- 1994–1999 : Benetton
- 1999–2005 : Scuderia Ferrari
- 2005–2013 : Renault F1, Lotus Renault GP puis Lotus F1
- 2013– juillet 2016 : Scuderia Ferrari
- 2017–… : Mercedes AMG Petronas F1 Team

## Monoplaces conçues
- 2010 : Renault R30
- 2011 : Renault R31
- 2012 : Lotus E20
- 2013 : Lotus E21
- 2015 : Ferrari SF15-T
- 2016 : Ferrari SF16-H